# Маєток графа Роговського
Маєток дворянина Роговського — архітектурна пам'ятка в селі Вірівка Покровського району.

## Історія.
До володіння селом Вірівка паном Роговським, село було у власності пана Шахова. Родина Роговських переїхала до України задовго до революції. Дворянин придбав ці землі і збудував тут своє помістя. Жив на цих землях довгий час. Тут у нього народилися діти: доньки і сини.
При народженні батько дарував кожній дитині частину своїх земель. Головна економія розміщалася в Олександрівці, названій по імені старшого сина пана Роговського.
В селі Вірівка знаходилася дача Роговських, яку побудували в 1912 році. Тут же був невеликий кінний завод, велика ферма, на якій вирощували корів та овець.
За свідченням старожилів, кущі бузку і дерево південної акації, які збереглися й донині, були посаджені самим Роговським, коли народилася наймолодша донька Віра.
Після революції 1917 року Роговські покинули свої землі і виїхали до Німеччини.
В 1921 році в маєтку була сільськогосподарська школа імені Тімірязева, в 1923 році агротехнікум. В 1935 році технікум перевели до Запорізької області, За свідченням старожилів, в 60 роках ХХ сторіччя до села Вірівки приїздив